# 中川致之
中川 致之（なかがわ むねゆき、1927年 - ）は、日本の農業技術者。専門分野は茶の化学分析、とくに味の研究。農学博士。静岡県出身。

## 人物・略歴
旧制静岡県立静岡中学校、旧制静岡高等学校を経て、1953年に東京大学農学部農芸化学科を卒業。同年、静岡大学農学部助手、農林省茶業試験場化学研究室研究員、室長、場長などを歴任。この間「緑茶の滋味に関する化学的および統計学的研究」で日本食品工業学会奨励賞を受賞。1970年、農学博士号取得。1985年、退職。後、民間分析センター、株式会社エコプロ・リサーチで農産物の栄養成分の分析業務などに従事。株式会社佐藤園技術顧問、日本茶業技術協会顧問を歴任した。

## 編著書
- 『茶化学成分研究の黎明期』 中川致之 著 中川致之 2016.4
- 『茶(Tea)の健康成分発見の歴史 : 化学者、薬学者の果たした役割を探る』 中川致之 著 光琳 2009.4[5]
- 『茶の科学』 村松敬一郎 編	朝倉書店 1991.3